# Мој полицајац
Мој полицајац (енгл. My Policeman) љубавни је роман Бетана Робертса из 2012. године. Радња се одвија у Брајтону, у Енглеској, 1950-их.

## Премиса
Радња романа смештена је у Брајтон 1957. године и прати Тома Берџеса, геј полицајца, у ког се заљубљује школска учитељица Марион, као и Патрик Хејзелвуд, кустос музеја. Због друштвених ограничења тог доба, Том жени Марион, иако је заљубљен у Патрика. Када Марион постане љубоморна, разоткрива Патрика, који бива ухапшен због непристојности.

## Филмска адаптација
Филмска адаптација романа биће приказана 2022. године, са Харијем Стајлсом у улози Тома.